# Dynamisches Multiplexen
Dynamisches Multiplexen ist ein Verfahren der Multiplextechnik, bei dem die zu übertragenden Datenströme in Blöcke fester oder variabler Länge umgewandelt werden und asynchron übertragen werden. Die Zuordnung der Blöcke zu den verschiedenen Sendekanälen wird mittels Kanal-Identifikationsnummern (channel-identifier) realisiert, die zu jedem Block hinzugefügt werden. Deswegen gibt es auch die Bezeichnungen Adressen-Multiplexen oder label-multiplexing. Werden bei der Übertragung Blöcke variabler Länge eingesetzt, nennt man sie packets und spricht von packet multiplexing. Haben sie dagegen eine feste Länge, wie es z. B. bei ATM der Fall ist, so nennt man sie cells und spricht von cell multiplexing.